# Andorra na Zimních olympijských hrách 2014
Andorra se účastní ZOH 2014, reprezentuje ji šest sportovců ve třech sportech.

## Alpské lyžování
Kevin Esteve, Marc Oliveras, Joan Verdu Sanchez a Mireia Gutierrez
Muži
| Závod          | Sportovci           | 1. kolo | 2. kolo | Celkem  | Ztráta | Pořadí |
| -------------- | ------------------- | ------- | ------- | ------- | ------ | ------ |
| Sjezd          | Kevin Esteve Rigail |         |         | 2:10:80 | +4.57  | 32.    |
| Sjezd          | Marc Oliveras       |         |         | 2:12.76 | +6.73  | 40.    |
| Superkombinace |                     |         |         |         |        |        |
| Super - G      |                     |         |         |         |        |        |
| Obří slalom    |                     |         |         |         |        |        |
| Slalom         |                     |         |         |         |        |        |

Ženy
| Závod          | Sportovci           | 1. kolo | 2. kolo | Celkem  | Ztráta | Pořadí |
| -------------- | ------------------- | ------- | ------- | ------- | ------ | ------ |
| Sjezd          |                     |         |         |         |        |        |
| Superkombinace | Mireia Gutiérrezová | 1:49.04 | 53.26   | 2:42.30 | +7.68  | 18.    |
| Super - G      |                     |         |         |         |        |        |
| Obří slalom    |                     |         |         |         |        |        |
| Slalom         |                     |         |         |         |        |        |

## Biatlon
Laure Soulie

## Snowboarding
Lluis Marin Tarroch